# Amblyseius eujeniae
Amblyseius eujeniae är en spindeldjursart som beskrevs av Gupta 1977. Amblyseius eujeniae ingår i släktet Amblyseius och familjen Phytoseiidae. Inga underarter finns listade i Catalogue of Life.